# Номия
Номия в древногръцката митология е нимфа-наяда. Била влюбена в Дафнис. Той и обещал да отказва любовта на всяка друга жена, но не спазил обещанието си и тя го наказала като го ослепила или превърнала в камък.